# Títol de vapor
En termodinàmica, la qualitat del vapor és la fracció de massa liquida d'una barreja de vapor i aigua saturada; és a dir, el vapor saturat té una "qualitat" del 100% i el líquid saturat té una "qualitat" del 0%.
La qualitat de vapor és una propietat intensiva que es pot utilitzar conjuntament amb altres propietats intensives independents per especificar l'estat termodinàmic del fluid de treball d'un sistema termodinàmic. No té significat per a substàncies que no siguin barreges saturades (per exemple, líquids comprimits o líquids sobreescalfats). La qualitat de vapor és una quantitat important durant l'etapa d'expansió adiabàtica en diversos cicles termodinàmics (com el cicle Rankine orgànic, el cicle de Rankine, etc.). Els fluids de treball es poden classificar mitjançant l'aparició de gotetes al vapor durant l'etapa d'expansió.
{\displaystyle \chi ={\frac {m_{vapor}}{m_{total}}}}
on {\displaystyle m} indica valor de la massa.
El títol de vapor és el percentatge en massa de vapor en una barreja líquid-vapor i sol expressar amb la lletra  x :
{\displaystyle x={m_{v} \over {m_{v}+m_{l}}}}
El valor de {\displaystyle x} varia des de 0 (líquid saturat) fins a 1 (vapor saturat). Per a valors del títol propers a 1 es té una massa de líquid petita en forma de gotetes en suspensió. Per a valors inferiors el líquid es diposita sobre el fons del recipient per efecte de la gravetat. La coexistència de líquid i vapor s'indica normalment amb el terme  vapor humit  o  barreja de vapor saturat .